# Carlos dos Santos Gomes
Osvaldo Gomes da Costa (Río de Janeiro, 24 de julio de 1903 - (¿?)) fue un periodista, militar y político brasileño. Ocupó brevemente el cargo de Alcalde de São Paulo en 1933.
Nació en Río de Janeiro, el 24 de julio de 1903. En 1922 fue expulsado de la escuela militar  ingresando posteriormente como soldado al 3° Regimiento de Infantería del Ejército en Río de Janeiro. En 1926, como civil, se mudó para São Paulo e ingresó a trabajar en el São Paulo Jornal, onde luego alcanzó la posición de secretario de redacción. Partidario de la Revolución de 1930, fue amnistiado por el gobierno provisorio y reincorporado al Ejército con el grado de teniente. En esa misma época se graduó de ingeniero y obtuvo el ascenso a Capitán de Ingeniería por medio de concurso.
En 1933 fue nombrado alcalde de São Paulo durante 21 días luego de ser nombrado por el interventor federal Manuel de Cerqueira Daltro Filho La época de su mandato fue muy agitada políticamente debiendo asumir de manera interina debido a la renuncia de su predecesor Osvaldo Gomes da Costa